# Teodora Film
Teodora Film Distribuzione S.r.l. è una casa di distribuzione cinematografica italiana fondata nel 2000 da Vieri Razzini e Cesare Petrillo.

## Storia
Fondata nel 2000, Teodora Film ha distribuito la filmografia di Susanne Bier dal 2004 al 2014 (Non desiderare la donna d'altri, Dopo il matrimonio, Noi due sconosciuti, In un mondo migliore, Love Is All You Need, Second Chance) la filmografia di François Ozon dal 2005 al 2009 (Il tempo che resta, Angel - La vita, il romanzo, Ricky - Una storia d'amore e libertà, Il rifugio), la "trilogia sulle classi" di Per Fly (La panchina, L'eredità, Gli innocenti), nonché vari film a tematica LGBT (Krámpack, XXY, Tomboy, Lo sconosciuto del lago, Pride, Weekend, Thelma, Girl, La diseducazione di Cameron Post).
Tra gli altri registri distribuiti da Teodora Film vi sono Wim Wenders, Michael Haneke, James Ivory, Thomas Vinterberg, Marco Bellocchio, Lucrecia Martel, Céline Sciamma, Aluizio Abranches, Andrew Haigh, Mia Hansen-Løve, Ruben Östlund, Ursula Meier e Wang Xiaoshuai.
Nel 2019, Cesare Petrillo lascia la società donando le sue quote ai dipendenti. Vieri Razzini rimane invece socio e continua a collaborare in qualità di direttore artistico fino al 2022, anno della morte.

## Film distribuiti

### Anni duemila
- La panchina (Bænken), regia di Per Fly (2000)
- Un bicchiere di rabbia (Um Copo de Cólera), regia di Aluizio Abranches (1999) – dal 7 aprile 2000
- Città nuda (Από την άκρη της πόλης), regia di Constantine Giannaris (1998) – dal 25 agosto 2000
- Krámpack, regia di Cesc Gay (2000) – dal 26 gennaio 2001
- La ciénaga, regia di Lucrecia Martel (2001) – dal 22 giugno 2001 (anche co-prodotto)
- Le biciclette di Pechino (Shiqi sui de dabùn che), regia di Wang Xiaoshuai (2001) – dal 7 dicembre 2001
- Il cuore criminale delle donne (As Três Marias), regia di Aluizio Abranches (2002) – dal 12 aprile 2002
- Pantaleón e le visitatrici (Pantaleon y las visitadoras), regia di Francisco José Lombardi (1999) – dal 29 novembre 2002
- Incrocio d'amore (Lan se da men), regia di Chih-yen Yee (2002) – dal 4 aprile 2003
- Bord De Mer - In riva al mare (Bord De Mer), regia di Julie Lopes-Curval (2002) – dal 20 giugno 2003
- Kops (Kopps), regia di Josef Fares (2003) – dal 14 novembre 2003
- L'eredità (Arven), regia di Per Fly (2003) – dal 26 marzo 2004
- Camminando sull'acqua (Lalekhet Al HaMayim), regia di Eytan Fox (2004) – dal 12 novembre 2004
- La niña santa, regia di Lucrecia Martel (2004) – dal 10 dicembre 2004 (anche co-prodotto)
- Non desiderare la donna d'altri (Brødre), regia di Susanne Bier (2004) – dal 25 marzo 2005
- Contronatura, regia di Alessandro Tofanelli (2005) – dal 10 giugno 2005
- L'amore non basta mai (Masjävlar), regia di Maria Blom (2004) – dal 7 ottobre 2005
- Shanghai Dreams, regia di Wang Xiaoshuai (2005) – dal 7 dicembre 2005
- Travaux - Lavori in casa (Travaux, on sait quand ça commence...), regia di Brigitte Roüan (2005) – dal 27 gennaio 2006
- Le mele di Adamo (Adams æbler), regia di Anders Thomas Jensen (2005) – dal 28 aprile 2006
- The Yes Men, regia di Dan Ollmann, Sarah Price e Chris Smith (2003) – dal 16 giugno 2006
- Il tempo che resta (Le temps qui reste), regia di François Ozon (2005) – dal 23 giugno 2006
- 13 Tzameti, regia di Géla Babluani (2005) – dal 30 giugno 2006
- A Soap (En Soap), regia di Pernille Fischer Christensen (2006) – dal 7 luglio 2006
- Tough Enough (Knallhart), regia di Detlev Buck (2006) – dal 14 luglio 2006
- Non è peccato - La Quinceañera (Quinceañera), regia di Richard Glatzer e Wash Westmoreland (2006) – dal 1º settembre 2006
- Dopo il matrimonio (Efter brylluppet), regia di Susanne Bier (2006) – dal 22 dicembre 2006
- Gli innocenti (Drabet), regia di Per Fly (2005) – dal 13 aprile 2007
- XXY, regia di Lucía Puenzo (2007) – dal 22 giugno 2007
- Angel - La vita, il romanzo (Angel), regia di François Ozon (2007) – dal 5 ottobre 2007
- Irina Palm - Il talento di una donna inglese (Irina Palm), regia di Sam Garbarski (2007) – dal 6 dicembre 2007
- Nelle tue mani, regia di Peter Del Monte (2007) – dal 14 marzo 2008
- Racconti da Stoccolma (När mörkret faller), regia di Anders Nilsson (2006) – dal 30 aprile 2008
- La mujer sin cabeza, regia di Lucrecia Martel (2008) – dal 21 maggio 2008 (anche co-prodotto)
- Noi due sconosciuti (Things We Lost in the Fire), regia di Susanne Bier (2007) – dal 12 giugno 2008
- Quel che resta di mio marito (Bonneville), regia di Christopher N. Rowley (2006) – dal 17 ottobre 2008
- Il giardino di limoni - Lemon Tree ('עץ לימון), regia di Eran Riklis (2008) – dal 12 dicembre 2008
- Home, regia di Ursula Meier (2008) – dal 30 gennaio 2009
- Riunione di famiglia (En mand kommer hjem), regia di Thomas Vinterberg (2007) – dal 30 aprile 2009
- Ricky - Una storia d'amore e libertà (Ricky), regia di François Ozon (2009) – dal 9 ottobre 2009 (anche co-prodotto)
- Welcome, regia di Philippe Lioret (2009) – dall'11 dicembre 2009

### Anni duemiladieci
- L'amante inglese (Partir), regia di Catherine Corsini (2009) – dal 5 marzo 2010
- Il padre dei miei figli (Le Père de Mes Enfants), regia di Mia Hansen-Løve (2009) – dall'11 giugno 2010
- Il rifugio (Le refuge), regia di François Ozon (2009) – dal 27 agosto 2010 (anche co-prodotto)
- Quella sera dorata (The City of Your Final Destination), regia di James Ivory (2009) – dall'8 ottobre 2010
- In un mondo migliore (Hævnen), regia di Susanne Bier (2010) – dal 10 dicembre 2010
- Sorelle Mai, regia di Marco Bellocchio (2010) – dal 16 marzo 2011
- Il colore del vento, regia di Bruno Bigoni (2010) – dal 14 aprile 2011
- Il primo incarico, regia di Giorgia Cecere (2010) – dal 6 maggio 2011
- Tutti per uno (Les Mains en l'air), regia di Romain Goupil (2010) – dal 1º giugno 2011
- Tomboy, regia di Céline Sciamma (2011) – dal 7 ottobre 2011
- Almanya - La mia famiglia va in Germania (Almanya - Willkommen in Deutschland), regia di Yasemin Samdereli (2011) – dal 7 dicembre 2011
- 17 ragazze (17 filles), regia di Delphine e Muriel Coulin (2011) – dal 23 marzo 2012
- Sister (L'Enfant d'en haut), regia di Ursula Meier (2012) – dall'11 maggio 2012
- Un amore di gioventù (Un amour de jeunesse), regia di Mia Hansen-Løve (2011) – dal 22 giugno 2012
- Il rosso e il blu, regia di Giuseppe Piccioni (2012) – dal 21 settembre 2012
- Amour, regia di Michael Haneke (2012) – dal 25 ottobre 2012
- Love Is All You Need (Den skaldede frisør), regia di Susanne Bier (2012) – dal 20 dicembre 2012
- Il figlio dell'altra (Le fils de l'autre), regia di Lorrain Lévy (2012) – dal 14 marzo 2013
- Viaggio sola, regia di Maria Sole Tognazzi (2013) – dal 24 aprile 2013
- Vogliamo vivere! (To Be or Not to Be), regia di Ernst Lubitsch (1942) – dal 30 maggio 2013
- Il caso Kerenes (Poziţia copilului), regia di Călin Peter Netzer (2013) – dal 13 giugno 2013
- Foxfire - Ragazze cattive (Foxfire, confessions d'un gang de filles), regia di Laurent Cantet (2012) – dal 29 agosto 2013
- Lo sconosciuto del lago (L'Inconnu du lac), regia di Alain Guiraudie (2013) – dal 26 settembre 2013
- Un castello in Italia (Un château en Italie), regia di Valeria Bruni Tedeschi (2013) – dal 7 ottobre 2013
- Molière in bicicletta (Alceste à bicyclette), regia di Philippe Le Guay (2013) – dal 12 dicembre 2013
- Ti sposo ma non troppo, regia di Gabriele Pignotta (2014) – dal 17 aprile 2014
- In ordine di sparizione (Kraftidioten), regia di Hans Petter Moland (2014) – dal 29 maggio 2014
- Quel che sapeva Maisie (What Maisie Knew), regia di Scott McGehee e David Siegel (2014) – dal 26 giugno 2014
- La moglie del cuoco (On a failli être amies), regia di Anne Le Ny (2014) – dal 16 ottobre 2014
- Pride, regia di Matthew Warchus (2014) – dall'11 dicembre 2014
- Maraviglioso Boccaccio, regia di Paolo e Vittorio Taviani (2015) – dal 26 febbraio 2015
- Second Chance (En chance til), regia di Susanne Bier (2014) – dal 2 aprile 2015
- Forza maggiore (Force Majeure), regia di Ruben Östlund (2014) – dal 7 maggio 2015
- Eisenstein in Messico (Eisenstein in Guanajuato), regia di Peter Greenaway (2014) – dal 4 giugno 2015
- Diamante nero (Bande de filles), regia di Céline Sciamma (2014) – dal 18 giugno 2015
- In un posto bellissimo, regia di Giorgia Cecere – dal 27 agosto 2015
- Ritorno alla vita (Every Thing Will Be Fine), regia di Wim Wenders (2015) – dal 27 settembre 2015
- 45 anni (45 Years), regia di Andrew Haigh (2015) – dal 5 novembre 2015
- Perfect Day (A Perfect Day), regia di Fernando León de Aranoa (2015) – dal 10 dicembre 2015
- Il figlio di Saul (Saul fia), regia di László Nemes (2015) – dal 21 gennaio 2016
- Weekend, regia di Andrew Haigh (2011) – dal 10 marzo 2016
- Una notte con la regina (A Royal Night Out), regia di Julian Jarrold (2015) – dal 7 aprile 2016
- Segreti di famiglia (Louther Than Bombs), regia di Joachim Trier (2015) – dal 16 giugno 2016
- Il diritto di uccidere (Eye in the Sky), regia di Gavin Hood (2015) – dal 25 agosto 2016
- La vita possibile, regia di Ivano De Matteo (2016) – dal 22 settembre 2016
- La mia vita da Zucchina (Ma vie de Courgette), regia di Claude Barras (2016) – dal 2 dicembre 2016
- Aquarius, regia di Kleber Mendonça Filho (2016) – dal 15 dicembre 2016
- In viaggio con Jacqueline (La vache), regia di Mohamed Hamidi (2016) – dal 23 marzo 2017
- Adorabile nemica (The Last Word), regia di Mark Pellington (2017) – dal 4 maggio 2017
- Lady Macbeth, regia di William Oldroyd (2016) – dal 15 giugno 2017
- 120 battiti al minuto (120 battements par minute), regia di Robin Campillo (2017) – dal 5 ottobre 2017
- The Square, regia di Ruben Östlund (2017) – dal 9 novembre 2017
- Charley Thompson (Lean on Pete), regia di Andrew Haigh (2017) – dal 5 aprile 2018
- Eva, regia di Benoît Jacquot (2018) – dal 3 maggio 2018
- L'atelier, regia di Laurent Cantet (2017) – dal 7 giugno 2018
- Thelma, regia di Joachim Trier (2017) – dal 21 giugno 2018
- Girl, regia di Lukas Dhont  (2018) – dal 27 settembre 2018
- La diseducazione di Cameron Post (The Miseducation of Cameron Post), regia di Desiree Akhavan  (2018) – dal 31 ottobre 2018
- La donna elettrica (Kona fer í stríð), regia di Benedikt Erlingsson (2018) – dal 13 dicembre 2018
- Le invisibili (Les invisibles), regia di Louis-Julien Petit (2018) - dal 18 aprile 2019
- American Animals, regia di Bart Layton (2018) - dal 6 giugno 2019
- L'ultima ora (L'heure de la sortie), regia di Sébastien Marnier (2018) - dal 4 luglio 2019
- La fattoria dei nostri sogni (The Biggest Little Farm), regia di John Chester (2018) - dal 5 settembre 2019
- Dio è donna e si chiama Petrunya (Gospod postoi, imeto i' e Petrunija), regia di Teona Strugar Mitevska (2019) - dal 12 dicembre 2019

### Anni duemilaventi
- Doppio sospetto (Duelles), regia di Olivier Masset-Depasse (2018) - dal 27 febbraio 2020
- Le sorelle Macaluso, regia di Emma Dante (2020) - dal 10 settembre 2020
- Due (Deux), regia di Filippo Meneghetti (2019) - dal 6 maggio 2021
- Non conosci Papicha (Papicha), regia di Mounia Meddour (2019) - dal 27 agosto 2020
- DAU. Natasha, regia di Ilja Chrschanowski e Jekaterina Oertel (2020) - dal 26 agosto 2021
- Petite Maman, regia di Céline Sciamma (2021) - dal 21 ottobre 2021
- La persona peggiore del mondo (Verdens verste menneske), regia di Joachim Trier (2021) - dal 18 novembre 2021
- Sull'isola di Bergman (Bergman Island), regia di Mia Hansen-Løve (2021) - dal 7 dicembre 2021
- Quel giorno tu sarai (Evolution), regia di Kornél Mundruczó (2021) - dal 27 gennaio 2022
- Tra due mondi (Ouistreham), regia di Emmanuel Carrère (2021) - dal 7 aprile 2022
- Triangle of Sadness, regia di Ruben Östlund (2022) - dal 27 ottobre 2022
- Un uomo felice (Un homme heureux), regia di Tristan Séguéla (2023)
- Ritrovarsi a Tokyo (Une part manquante), regia di Guillaume Senez (2024)

## Riconoscimenti
- La settima arte – Cinema e industria
  - 2023 - Premio cinema e industria alla distribuzione[4]